# Giovanni Andrea Vavassore
Giovanni Andrea Vavassore o Valvassore (anche "Zoan Andrea"; Telgate, 1518 – Venezia, maggio 1572) è stato un cartografo, editore e stampatore italiano, attivo a Venezia nel XVI secolo.

## Biografia

Giovanni Andrea Vavassore, Carta del Mondo, 1546.

Vavassore iniziò la carriera come incisore. Della sua attività xilografica ci è giunto un primo esempio nell'Opera nova contemplativa per ogni fidel christiano, uscita senza data (1510 circa), una specie di Biblia pauperum. Interessantissime composizioni di gusto dureriano si hanno nel libro Apocalipsis Jesu Christi (Venezia 1516). la migliore incisione eseguita sul legno da Vavassore è ritenuta il ritratto di Tito Livio premesso all'edizione veneziana del 1520 delle opere dello storico romano. Questa produzione xilografica rivela una grande abilità di taglio.
Il soprannome, comunemente attribuito al Vavassore, di "Guadagnino", si trova per la prima volta nella Vita del glorioso apostolo Joanni stampata da Nicolò Zoppino il 4 marzo 1522, e ornata dal suo monogramma. L'attività editoriale comincia però solo nel 1531. Nell'Esemplario di lavori (raccolta di modelli di ricami) del 1532 si legge il nome del fratello Florio, con cui il Vavassore fu in società per qualche anno. Del "Guadagnino" sono note le edizioni di Ariosto (1549, 1554, 1556, 1559, ecc.); nel 1553 ottenne privilegio per la stampa delle sue "nove figure et nove additioni sopra l'Ariosto, Petrarca et Boccaccio"; l'ultimo suo libro noto è del 1572. La sua azienda fu continuata dagli eredi "al segno dell'hippogrifo" fino al 1584.
Specialista di mappe, è particolarmente noto per la sua Corona di Racammi, pubblicata nel 1530 e ripresa due anni dopo. Dell'opera cartografica del Vavassore restano una carta della Francia in 4 fogli, del 1536, un mappamondo, una carta della Germania e una veduta di Venezia, senza data, firmata "opera di Giovanni Andrea Vavassore ditto Vadagnino", di cui si conosce l'esemplare della biblioteca del seminario di Venezia.
Vavassore è noto anche per aver stampato le seguenti carte:
- Tabula Hungariae
- Totius Graeciae Descriptio